# The Beef Seeds
The Beef Seeds sind eine britische Bluegrass-Band aus Newport in Südwales. Sie wurde im Juli 2013 gegründet.  Die Band besteht aus Peet „Bongo Peet“ Morgan, Becky „Miss Becky“ Johnson, Scott „Showman“ Bowman, und Adam Beale. „Ninja“ ist ein Staffordshire-Chihuahua-Mix und er ist das Maskottchen der Band. Er tritt regelmäßig in Videos der Band auf. Instrumente, die die Band in ihren Songs verwendet, sind die Gitarre, Mandoline, Mundharmonika, der Kontrabass, das Waschbrett und Doppel-Waschbrett, das von Frontmann Peet Morgan erfunden wurde.
Die Cover-Version des Liedes „Royals“ (ursprünglich von Lorde) der Beef Seeds war eine von mehreren, die in einem Artikel mit dem Titel „Kiwi Making YouTube Waves With ‚Royals‘ Cover“ vorgestellt wurde. Dieser Artikel wurde von der neuseeländischen News-Site „3 News“ veröffentlicht.  Zusätzlich wurde dieses Lied von Radio 97.3-FM (KLLC) (in San Francisco, Kalifornien) auf ihrer Website und von der australischen Nachrichten-Website „Daily Life“ positiv beurteilt, die die Song als „nasal“ und „Harmonie beladenen“ beschrieb.
Die zweiundzwanzig Videos der The Beef Seeds, die sie auf ihrer YouTube-Seite veröffentlicht haben, wurden mehr als 1.000.000 mal angesehen. Angesichts des Erfolgs hofft die Band, in die Vereinigten Staaten bei einem Live-Konzert ihre Musik den Fans in diesem Land vorzuführen. Vor allem ihre Cover-Version des Weihnachtsliedes des The Pogues – „Fairytale of New York“ (auf Deutsch: „Das Märchen von New York“) wurde ein Weihnachtshit im Internet. In ihrer Version lautet der Name des Liedes "A Fairytale of Newport" (auf Deutsch: „Das Märchen von Newport“, angesichts der Band). Das Video folgt der Band und ihrem offizielle Maskottchen, Ninja, durch das Zentrum von Newport.
Am 22. Oktober 2013 kündigte RyanSecrest.com einen Wettbewerb an, um die Lieblings-Version der Hit-Single von schwedischen DJ Avicii „Wake Me Up“ von ihren Fans bestimmen zu lassen. Die erste Runde der Abstimmung begann mit fünfzehn Cover-Versionen von fünfzehn verschiedenen Ensembles und eine davon war die Cover-Version der Beef Seeds. Am 17. Dezember 2013 verkündete RyanSeacrest.com, dass The Beef Seeds den Wettbewerb gewonnen haben.
Derzeit arbeitet die Band an einem Projekt mit der Website des RyanSeacrest, um ein Medley aus einigen ihrer beliebtesten Titel aus dem 2013 zusammenzustellen. Peet Morgan äußerte sich dazu wie folgt: „Wir haben eine Menge von ihnen bereits gecovert, aber noch einige sind offen. Wir haben hin und her überlegt, um zu verstehen, was am ehesten den amerikanischen Markt ansprechen würde.“

## Stil und Einflüsse
The Beef Seeds erstellen ihre eigene Mischung aus Pop, Bluegrass und Country. Frontmann Bongo Peet erklärte in einem Interview mit dem South Wales Argus: „Wir nehmen den Pop-Song und zerlegen ihn und teilen ihn auf.“

## Diskografie
EPs
- Songs From The Campfire (EP) (veröffentlicht 30. September 2013 in iTunes)
- Keepin' it Beefy (EP) (veröffentlicht 27. Januar 2013 in iTunes)

Singles
- "Royals" (single) (veröffentlicht 18. Oktober 2013 in iTunes)
- "Africa" (single) (veröffentlicht 3. November 2013 in iTunes)
- "Livin' on a Prayer" (single) (veröffentlicht 3. November 2013 in iTunes)
- "Wrecking Ball" (single) (veröffentlicht 3. November 2013 in iTunes)
- "Counting Stars" (single) (veröffentlicht 11. November 2013 in iTunes)
- "Gorilla" (single) (veröffentlicht 11. November 2013 in iTunes)
- "Story of My Life" (single) (veröffentlicht 16. November 2013 in iTunes)
- "The Fox (What Does The Fox Say?)" (single) (veröffentlicht 25. November 2013 in iTunes)
- "Fairytale of New York" (single) (veröffentlicht 2. Dezember 2013 in iTunes)
- "All I Want For Christmas Is You" (single) (veröffentlicht 9. Dezember 2013 in iTunes)

## Videografie
- Avicii – Wake Me Up (Offizielle Beef Seeds Cover-Version)
- The Wanted – We Own The Night (Offizielle Beef Seeds Cover-Version)
- Robin Thicke – Blurred Lines (Offizielle Beef Seeds Cover-Version)
- Ellie Goulding – Burn (Offizielle Beef Seeds Cover-Version)
- Katy Perry – Roar (Offizielle Beef Seeds Cover-Version)
- Union J – Beautiful Life (Offizielle Beef Seeds Cover-Version)
- Bon Jovi – Livin' On A Prayer (Offizielle Beef Seeds Cover-Version)
- Toto – Africa (Offizielle Beef Seeds Cover-Version)
- Lorde – Royals (Offizielle Beef Seeds Cover-Version)
- Miley Cyrus – Wrecking Ball (Offizielle Beef Seeds Cover-Version)
- Miley Cyrus – We Can't Stop (Offizielle Beef Seeds Cover-Version)
- Bruno Mars – Gorilla (feat. Benji Webbe) (Offizielle Beef Seeds Cover-Version)
- One Republic – Counting Stars (Offizielle Beef Seeds Cover-Version)
- One Direction – Story Of My Life (Offizielle Beef Seeds Cover-Version)
- Ylvis – The Fox (What Does The Fox Say) (Offizielle Beef Seeds Cover-Version)
- The Pogues – Fairytale of New York/Newport (Offizielle Beef Seeds Cover-Version)
- Mariah Carey – All I Want for Christmas Is You (Offizielle Beef Seeds Cover-Version)
- Pitbull ft. Ke$ha – Timber (Offizielle Beef Seeds Cover-Version)
- Pharrell Williams – Happy (Offizielle Beef Seeds Cover-Version)
- Avicii – Hey Brother (Offizielle Beef Seeds Cover-Version)
- Eminem ft. Rihanna – The Monster (Offizielle Beef Seeds Cover-Version)
- Bastille – Pompeii (Offizielle Beef Seeds Cover-Version)
- Lorde – Royals (Offizielle Beef Seeds Cover-Version, live aufgezeichnet von BBC Cymru Wales, [Walliser Abteilung von BBC Radio])
- Daft Punk – Get Lucky (Offizielle Beef Seeds Cover-Version)
- Journey – Don't Stop Believin' (Offizielle Beef Seeds Cover-Version)
- Jason Derulo – Talk Dirty (Offizielle Beef Seeds Cover-Version)